# 1470 Карла
1470 Карла (1470 Carla) — астероїд головного поясу, відкритий 17 вересня 1938 року.
Тіссеранів параметр щодо Юпітера — 3,199.